# Helena Michaelsen
Helena Michaelsen (născută Helena Iren Michaelsen n. 2 iunie 1977, Evje, Aust-Agder, Norvegia) este o cântăreață norvegiană.
A făcut parte din formația Trail of Tears. Helena Michaelsen a mai cântat și alături de grupul olandez de metal simfonic, Epica.